# José Clarin
José A. Clarin (* 1879 in Tagbilaran, Bohol; † 1935) war ein philippinischer Politiker.

## Biografie
Nach dem Schulbesuch studierte er am College von Cebu sowie anschließend Rechtswissenschaft an der Escuela de Derecho. Dieses Studium schloss er 1904 mit einem Bachelor of Laws (LL.B.) ab. Anschließend war er als Rechtsanwalt tätig.
Seine politische Laufbahn begann er mit der Wahl zum Mitglied der Philippinischen Versammlung (Philippine Assembly), ehe er 1916 zum Mitglied des durch das Philippine Autonomy Act (Jones Law) neu geschaffenen Senats gewählt wurde. In diesem vertrat er bis zu seinem unerwarteten Tod 1935 den damaligen 11. Wahlbezirk (Eleventh Senatorial District), der die Provinzen Surigao, Misamis Oriental, Misamis Occidental und Bohol umfasste. Zuletzt war er von 1934 bis 1935 Senatspräsident Pro tempore und damit Vertreter von Manuel Quezon bei dessen Erkrankung und Abwesenheit.
Zuletzt wurde er als Vertreter des 2. Wahlbezirks von Bohol 1934 auch Mitglied des Verfassungskonvents (Constitutional Convention) und war dort Mitglied des Ausschusses für Finanzierungen.